# 高須村 (茨城県)
高須村（たかすむら）は、茨城県北相馬郡にかつて存在した村である。現在の取手市東部、龍ケ崎市の南西部に位置している。村の東部には小貝川が流れている。

## 沿革
- 1889年（明治22年）4月1日 - 町村制施行に伴い高須村，大留村，押切村，神浦村が合併して北相馬郡高須村が発足。
- 1955年（昭和30年）2月21日 - 分割合併により消滅。
  - 村域の大部分は相馬町、山王村、六郷村、筑波郡久賀村の一部と合併し、藤代町が発足。
  - 大字高須・大留の各一部は龍ケ崎市に編入。

## 災害
村内に小貝川があるため、幾度となく水害に襲われた。
- 1935年（昭和10年）9月26日 - 群馬県内の集中豪雨の影響で小貝川の水位が上昇。大留地内の堤防200mが決壊。13戸約70人が行方不明[1]。
- 1950年（昭和25年）8月2日 - 高須村神浦地先で堤防が決壊。近隣の六町村を含めて水没した。地域の被災者は25000人[2]。